# كاراتيه تشامب
كاراتيه تشامب (بالإنجليزية: Karate Champ)‏ و(باليابانية: 空手道) هي لعبة فيديو قتال تم إنتاجها في سنة 1984 وتم تطويرها من قبل شركة تكنوس جابان وداتا إيست ويتم المنافسة بها بين مقاتلين يقوم اللاعب بالتحكم بأحدهم.